# Olalla Gómez
Olalla Gómez Valdericeda (Madrid,1982) es una artista feminista española cuyos  trabajos  conceptuales basados en su presente, abordan cuestiones políticas y sociales. 

## trayectoria profesional
Licenciada en Bellas Artes  por la Universidad Complutense de Madrid, 2008-2009,  en este mismo centro realizó un Máster en Arte, Creación e Investigación.M.A.C. U.C.M. 2010-2011.
Son múltiples los recursos artísticos que utiliza el la realización de sus obras, como la escultura, el vídeo, la fotografía, la instalación, la performance, para construir obras cuya incidencia crítica y poética abarca cuestiones sociales, modificando sus significados con el fin de lograr nuevos enfoques, priorizando el concepto de desaparición y de pérdida de sentido.
Participa en el proyecto realizado en los años 2020-2021, los años de la Pandemia, consistente  en una exposición online del Programa Taide con el título"Cosas que decíamos hoy". Este proyecto  reúne a veinte artistas de siete países diferentes, en el, los artistas reflexionan sobre el monotema de la pandemia.
Participa entre otros en la mesa redonda con motivo de la celebración del 8 de marzo del año 2021 con el título, "El frortar se va a acabar, estrategias de supervivencia" organiʐada por la asociación de artistas AVAM con las artistas Juana González, Olalla Gómez, Marisa González y Yolanda Tabanera.

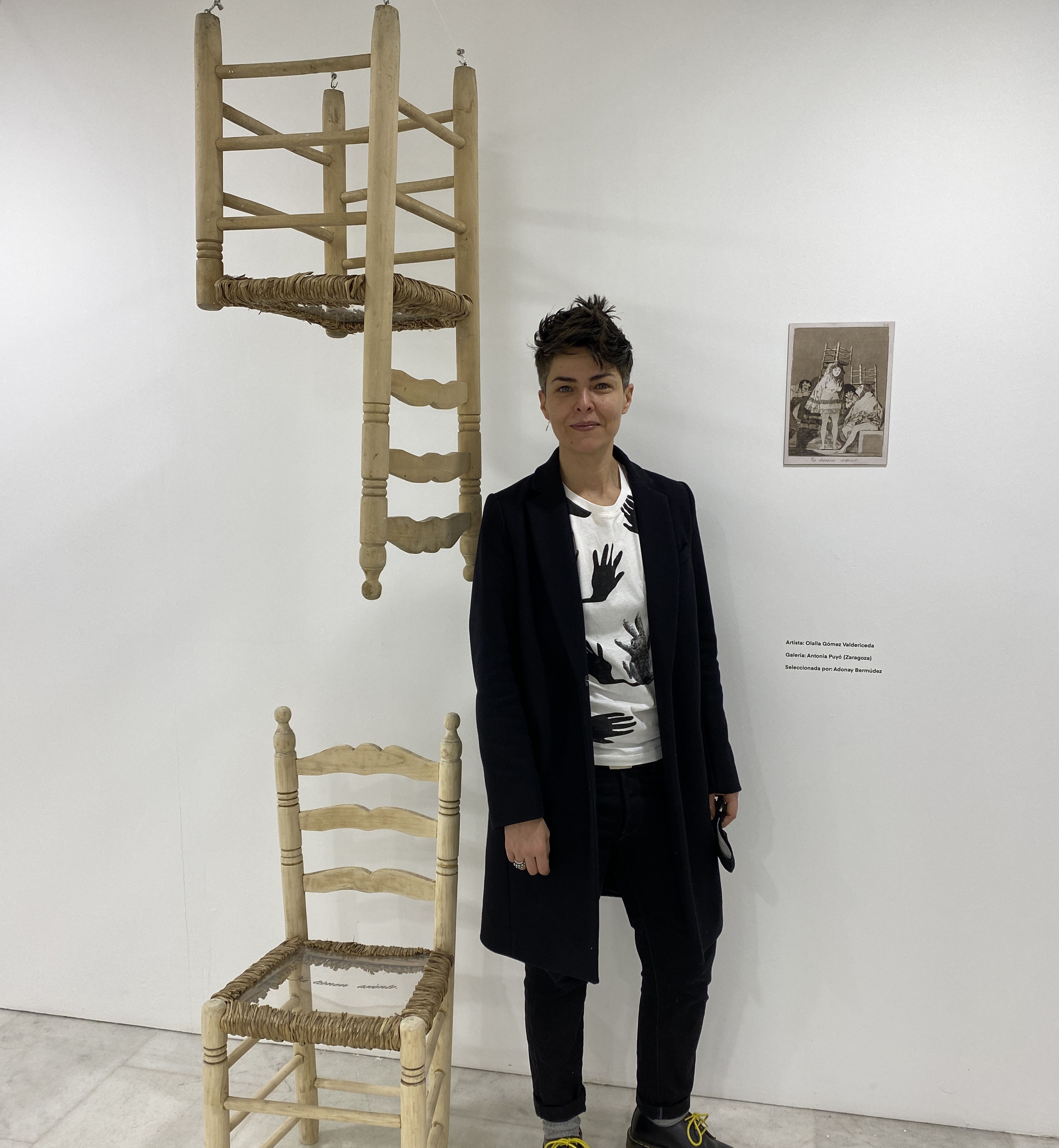
Con su obra en Just/Mad 2022

## Premios, becas y selección
2020. Adquisición Obra CA2M comisión extraordinaria.
2020. Finalista Premio Santañí, Mallorca.
2019. Ayudas a la creación  de artes visuales Comunidad de Madrid.
2019. Beca/Residencia JUSTMAD con Eugenio Ampudia.
2019, 2015, 2014, Finalista Premio Ciutat de Palma Antoni Gelabert de Artes Visuales.
2016. Beca EAN Argentina, Córdoba, Argentina.
2015. Selección premio joven UCM.
2014. Primer Premio Muestra de Arte joven de La Rioja.
2014. Selección IV FIVA festival Internacional de videoarte, Argentina.
2014. Selección XXX Muestra de arte joven de La Rioja.
2013. Primer premio XIII Encuentros de Arte Contemporáneo del MUA.
2013. Seleccionada en el XIII Concurso Internacional Encuentros de Arte Contemporáneo EAC. Alicante.
2013. Seleccionada en CIRCUITOS de artes plásticas, Madrid.
2013. Selección Simposio Internacional Praxis y contexto del arte contemporáneo. Fórum Eugénio Almeida, Portugal.
2013. Selección en Café Dossier. Tabacalera, Madrid.
2013. Selección en Entreacto. Galería Moisés Perez de Albeniz.
2012. Beca Propuestas 2012 VEGAP.
2012. Selección Certamen Jóvenes creadores, Madrid.
2012. Proyecto QR seleccionado, Eraztunez Eraztun, Vitoria.
2012. Mención de honor premio OCEMX de fotografía, México.
2012. Seleccionada en el II Encontro de Artistas Novos, "Cidade da cultura", Santiago de Compostela.
2012. Seleccionada en Premio joven de artes plásticas UCM Madrid.
2011. Seleccionada, Intransit. Plataforma Complutense de Creadores Universitarios.

## Exposiciones

### Individuales
2013. Stand By. galería Moisés Pérez de Albeniz. (entreacto). Madrid.
2015. La gota consume la piedra. Comisariada por Nerea Ubieto, en la galería Astarté Madrid.
2019. ¿Cuánto puede un cuerpo? Centro JCultural de España Juan Salazar, de Asunción en Paraguay.
2019. Tierra de nadie. galería Antonia Puyo. Zaragoza.

### Colectivas
Son numerosas las exposiciones colectivas realizadas en espacios y eventos dentro y fuera de España, entre otrosː  el Centre del Carme (Valencia), el Edificio Gaona (Ciudad de México)  o el Festival Internazionale Videoarte Viareggio (Viareggio, Italia).

## Obra en colecciones
CA2M Centro de Arte 2 de Mayo
MUA Universidad de Alicante
Colección Pilar Citoler
UCM Universidad Complutense de Madrid
Colección Ayuntamiento de La Rioja